# Minorité visible
Une minorité visible (en anglais : Visible minority) est une variable démographique définie par le droit canadien comme « les personnes, autres que les Autochtones, qui ne sont pas de race blanche ou qui n'ont pas la peau blanche ». 

## Histoire
Le terme de « minorité visible » a été sanctionné la première fois de manière officielle en 1984 dans le rapport de la Commission d'enquête sur l'égalité en matière d'emploi présidée par Rosalie Silberman Abella à la suite d'un besoin de nommer les personnes victimes de discrimination raciale à l'embauche,. Cette expression a été inscrite en 1986 dans la Loi sur l’équité en matière d’emploi.

### Classifications
Avant le recensement de 1996, la population des minorités visibles étaient calculées à partir des données de l'origine ethnique qui étaient regroupées en dix groupes,:
Dans le recensement de 1996, le groupe des « Insulaires du Pacifique » a été retiré en raison de leur faible nombre. Ce recensement a été le premier recensement où l'appartenance à une minorité visible était explicitement demandée,.
Au recensement de 2001, les catégories « Arabe » et « Asiatique occidental » se sont scindées pour devenir deux catégories différentes.
En 2006, les personnes qui ont coché aucune case et qui ont inscrit « mixte » ou « biracial » n'étaient plus placées des « minorités visibles non incluses ailleurs », mais des « Minorités visibles multiples ».

## Fonction
Les statistiques et renseignements sur les minorités visibles sont utilisées pour orienter les programmes d'équité et de promotion sociales protégés par la Constitution. Elle sert à assurer l'égalité des chances pour tous et à protéger les minorités de systèmes discriminatoires. Les différents secteurs d'emploi locaux peuvent aussi se servir de ces informations dans le but de comparer la composition de leur effectif avec celle de la région. Elles permettent aussi de suivre le progrès des groupes marginalisés,